# Тейлор, Алан (режиссёр)
Алан Тейлор (англ. Alan Taylor; род. 13 января 1965) — американский теле- и кинорежиссёр, продюсер и сценарист. Тейлор снимает многочисленные программы для обычного и кабельного телевидения, в первую очередь для HBO.
Помимо работы на телевидении, Тейлор снял пять художественных фильмов: «Город хулиганов», «Новое платье короля», «Kill the Poor», «Тор 2: Царство тьмы» и «Терминатор: Генезис».

## Жизнь и карьера
Родители Тейлора — видеооператор Джеймс Джей Тейлор и куратор Мими Казорт. Его сестра — инди-рокерша Анна Домино. В настоящее время Тейлор проживает в Нью-Йорке и в сельской местности в Пенсильвании вместе со своей женой визажистом Никки Ледерманн, дочерьми Джинджер и Уиллой, и сыном Джемом.
В 2004 году Тейлор в качестве режиссёра присоединился к команде драматического вестерна «Дедвуд» телеканала HBO на первом сезоне. Телесериал был создан Дэвидом Милчом и рассказывал о растущем городе на западе США. Тейлор снял эпизод Here Was a Man. В 2005 году на втором сезоне телесериала он вернулся и снял эпизод Requiem for a Gleet. Тейлор снял два первых эпизода телесериалов «Безумцы» и «Смертельно скучающий». Он снял два эпизода первого сезона и четыре эпизода второго сезона телесериала «Игра престолов». 24 декабря 2011 года было объявлено, что Тейлор снимет продолжение фильма «Тор» 2011 года.

## Фильмография

### Фильмы
- 1996 — Город хулиганов / Palookaville (режиссёр)
- 2002 — Новое платье короля / The Emperor’s New Clothes (по роману Симона Лейса Смерть Наполеона, режиссёр)
- 2003 — Убивай бедных / Kill the Poor (режиссёр)
- 2008 — 1 % (режиссёр)
- 2013 — Тор 2: Царство тьмы / Thor: The Dark World (режиссёр)
- 2015 — Терминатор: Генезис / Terminator Genisys[6] (режиссёр)
- 2021 — Множественные святые Ньюарка / The Many Saints of Newark (режиссёр)

### Телевидение
- Горячий вопрос / That Burning Question
- Убойный отдел / Homicide: Life on the Street
  - Эпизод Mercy
  - Эпизод Blood Ties
  - Эпизод The Wedding
  - Эпизод A Dog and Pony Show
  - Эпизод Autofocus
  - Эпизод The True Test
  - Эпизод Forgive Us Our Trespasses
- Тюрьма Оз / Oz
  - Эпизод 1.06 To Your Health
  - Эпизод 2.06 Strange Bedfellows
- Trinity
  - Эпизод Breaking In, Breaking Out, Breaking Up, Breaking Down
- Секс в большом городе / Sex and the City
  - Эпизод 2.09 Old Dogs, New Dicks
  - Эпизод 2.14 The Fuck Buddy
  - Эпизод 4.15 Change of a Dress
  - Эпизод 4.16 Ring a Ding-Ding
  - Эпизод 6.07 The Post-it Always Sticks Twice
  - Эпизод 6.08 The Catch
- Сейчас или никогда / Now and Again
  - Эпизод Over Easy
- Клан Сопрано / The Sopranos
  - Эпизод 1.06 Pax Soprana[7]
  - Эпизод 4.10 The Strong, Silent Type[8]
  - Эпизод 5.02 Rat Pack[9]
  - Эпизод 6.04 The Fleshy Part of the Thigh[10]
  - Эпизод 6.09 The Ride[11]
  - Эпизод 6.12 Kaisha[12]
  - Эпизод 6.14 Stage 5[13]
  - Эпизод 6.18 Kennedy and Heidi[14]
  - Эпизод 6.20 The Blue Comet[15]
- Западное крыло / The West Wing
  - Эпизод 1.08 Enemies
  - Эпизод 1.16 20 Hours in L.A.
- Клиент всегда мёртв / Six Feet Under
  - Эпизод 2.08 It’s the Most Wonderful Time of the Year[16]
- Кин Эдди / Keen Eddie
  - Эпизод Sticky Fingers
- Карнавал / Carnivàle
  - Эпизод 2.07 Damascus, NE
- Дедвуд / Deadwood
  - Эпизод Here Was a Man[2]
  - Эпизод 2.04 Requiem for a Gleet[3]
- Остаться в живых / Lost
  - Эпизод 2.04 Все ненавидят Хьюго
- Рим / Rome
  - Эпизод 1.10 Triumph
  - Эпизод 1.12 Kalends of February
- Большая любовь / Big Love
  - Эпизод 1.05 Affair[17]
- Безумцы / Mad Men
  - Эпизод 1.01 Smoke Gets in Your Eyes[18]
  - Эпизод 1.02 Ladies' Room[19]
  - Эпизод 1.12 Nixon vs. Kennedy[20]
  - Эпизод 2.12 The Mountain King[21]
- Подпольная империя / Boardwalk Empire
  - Эпизод 1.05 Ночи в Балигране[22]
- Игра престолов / Game of Thrones
  - Эпизод 1.09 Бейелор
  - Эпизод 1.10 Пламя и кровь
  - Эпизод 2.01 Север помнит
  - Эпизод 2.02 Ночные Земли
  - Эпизод 2.08 Принц Винтерфелла
  - Эпизод 2.10 Валар Моргулис
  - Эпизод 7.06 За Стеной
- Дом Дракона / House of the Dragon
  - Эпизод 2.01 Сын за сына
  - Эпизод 2.04 Красный дракон и Золотой

## Награды и номинации
- 1995: Номинация на премию «Золотой Александр» Международного кинофестиваля в Салониках за фильм «Город хулиганов».
- 1997: Приз зрительских симпатий Международного кинофестиваля в Тромсё за фильм «Город хулиганов».
- 2002: Приз зрительских симпатий Кинофестиваля во Флориде за лучший иностранный художественный фильм: «Новое платье короля».
- 2007: Премия «Эмми» за лучший драматический сериал: «Клан Сопрано», эпизод «Kennedy and Heidi».
- 2008: Номинация на премию «Эмми» за лучший драматический сериал: «Безумцы», эпизод «Smoke Gets in Your Eyes».
- 2008: Премия Гильдии режиссёров Америки за выдающиеся достижения в режиссуре драматических сериалов: «Безумцы», пилотный эпизод.
- 2009: Номинация на Премию Гильдии режиссёров Америки за выдающиеся достижения в режиссуре драматических сериалов: «Безумцы», эпизод «The Mountain King».
- 2012: Номинация на премию «Хьюго» за лучшую постановку, крупная форма: «Игра престолов», первый сезон.[23]